# 小行星9053
小行星9053（英語：9053 Hamamelis）是一颗围绕太阳公转的小行星。1991年11月2日，艾瑞克·怀特·埃尔斯特在拉西拉天文台发现了此天体。
这颗小行星的绝对星等为182.00641等。